# Пегги Шэннон
Пегги Шэннон (англ. Peggy Shannon; 10 января 1907 — 11 мая 1941), урождённая Вайнона Сэммон (Winona Sammon) — американская актриса, популярная в середине 1930-х годов.

## Биография
Будущая актриса родилась 10 января 1907 года в городе Пайн-Блафф, штат Арканзас. Летом 1923 года, когда Пегги было всего тринадцать, а не семнадцать лет, как писали газеты, она сменила имя на псевдоним и вошла в состав труппы танцовщиц театра Флоренса Зигфельда, а спустя полгода состоялся её дебют на Бродвее. Театральная карьера Пегги развивалась с переменным успехом шесть лет. Известно, что в период с 1926 по 1929 год она появилась в пятнадцати постановках. В конце 1920-х годов Пегги познакомилась с театральным актёром Аланом Дэвисом и вскоре вышла за него замуж.
Дебют актрисы на киноэкране состоялся в 1930 году, она получила второстепенную роль в непримечательной короткометражке «Ночь открытия», а уже через год Пегги заинтересовался Б. П. Шульберг, глава кинокомпании Paramount Pictures, и предложил ей контракт. В мае 1931 года, спустя всего несколько дней после своего прибытия в Голливуд, она заменила Клару Боу, которая в то время находилась в состоянии нервного срыва после судебного разбирательства, и снялась вместо неё в главной роли в драме «Тайный звонок». Тогда же она получила прозвище It-girl, ранее носимое Боу, после фильма «Это» так называли молодых притягательных особ, которые становились предметом всеобщего внимания.
Несмотря на столь многообещающее начало, карьера актрисы была скоротечна. Официально кинокомпания Paramount Pictures заключила с Пегги контракт в ноябре 1931 года, но уже в начале 1932 года она стала сниматься на Fox Film, а затем и на других студиях. До середины 1930-х годов она в основном получала ведущие роли, однако её репутацию испортило пристрастие к алкоголю.
В 1935 году Пегги приняла участие в постановке «Свет за тенью», но вскоре её заменили на другую актрису. Согласно пресс-релизу это произошло по причине проблем с зубами, хотя слухи связывали её отставку с алкоголизмом. Вскоре и в Голливуде Пегги стали уделять все меньше внимания и, начиная с 1937 года, перевели её на второстепенные и эпизодические роли.
В октябре 1940 года, успев к тому времени развестись с Дэвисом, Пегги вышла замуж за кинооператора Альберта Робертса. Свадьба состоялась в Мехико. В том же году вышла последняя картина с участием актрисы — вестерн «Правосудие для троих».

## Гибель
Жизнь Пегги завершилась трагически. 11 мая 1941 года Робертс, вместе с приятелями вернувшись с рыбалки, обнаружил, что Пегги мертва. Её тело лежало ничком на столе, во рту была зажата сигарета, а в руке — пустой стакан. Было установлено, что она скончалась от сердечного приступа, явившегося следствием подорванного здоровья из-за цирроза печени. Пегги Шэннон было всего 34 года. Альберт тяжело переживал кончину жены и 30 мая 1941 года, спустя три недели после её смерти, застрелился, сидя в том же самом кресле, что и Пегги. Его предсмертная записка гласила: Я очень люблю свою жену Пегги Шэннон. В память о ней вы найдете меня на том же месте, где она скончалась.

## Фильмография
| Год  |     | Русское название            | Оригинальное название        | Роль                        |
| ---- | --- | --------------------------- | ---------------------------- | --------------------------- |
| 1930 | кор | —                           | The Gob                      | н/д                         |
| 1931 | кор | Ночь открытия               | Opening Night                | н/д                         |
| 1931 | кор | —                           | The Meal Ticket              | стенографистка              |
| 1931 | ф   | Тайный звонок               | The Secret Call              | Ванда Келли                 |
| 1931 | ф   | Тишина                      | Silence                      | Норма Дэвис / Норма Пауэрс  |
| 1931 | кор | —                           | Good Mourning                | н/д                         |
| 1931 | ф   | —                           | The Road to Reno             | Ли Миллет                   |
| 1931 | ф   | Приземление                 | Touchdown!                   | Мэри Геринг                 |
| 1932 | ф   | —                           | This Reckless Age            | Мэри Берк                   |
| 1932 | ф   | —                           | Hotel Continental            | Рут Карлтон                 |
| 1932 | ф   | Общество девушек            | Society Girl                 | Джуди Джилетт               |
| 1932 | ф   | —                           | The Painted Woman            | Киддо                       |
| 1932 | ф   | —                           | False Faces                  | Элси Фрайер                 |
| 1933 | ф   | Пропала девушка             | Girl Missing                 | Дейзи Бредфорд              |
| 1933 | ф   | —                           | Deluge                       | Клэр Арлингтон              |
| 1933 | ф   | —                           | The Devil’s Mate             | Нэнси Уивер                 |
| 1933 | ф   | —                           | Turn Back the Clock          | Элвина Райт / Элвина Гимлет |
| 1933 | ф   | —                           | Fury of the Jungle           | Джоан Лисом                 |
| 1934 | ф   | Последняя страница          | Back Page                    | Джерри Хэмптон              |
| 1935 | ф   | —                           | Night Life of the Gods       | Дафни Ламберт               |
| 1935 | ф   | —                           | Fighting Lady                | Дора Харт                   |
| 1935 | ф   | Дело о счастливых ножках    | The Case of the Lucky Legs   | Телма Белл                  |
| 1936 | ф   | —                           | The Man I Marry              | Марго Поттс                 |
| 1936 | ф   | —                           | Ellis Island                 | Бетти Паркер                |
| 1937 | кор | —                           | Romancing Along              | н/д                         |
| 1937 | ф   | —                           | Youth on Parole              | Пегги                       |
| 1938 | ф   | Девушки на стажировке       | Girls on Probation           | Рут                         |
| 1939 | ф   | —                           | Blackwell’s Island           | Перл Маррей                 |
| 1939 | ф   | Приключения Джейн Арден     | The Adventures of Jane Arden | Эгги Морено                 |
| 1939 | ф   | —                           | Fixer Dugan                  | Лола Мартин                 |
| 1939 | ф   | Женщины                     | The Women                    | миссис Джонс                |
| 1939 | кор | —                           | Dad for a Day                | Мэри Бейкер                 |
| 1939 | ф   | Удивительный мистер Уильямс | The Amazing Mr. Williams     | Китти                       |
| 1940 | ф   | Девушка из кафе             | Cafe Hostess                 | Нелли                       |
| 1940 | ф   | Дом на берегу залива        | The House Across the Bay     | Элис                        |
| 1940 | кор | —                           | All About Hash               | Эдит Генри                  |
| 1940 | ф   | Правосудие для троих        | Triple Justice               | Сьюзан                      |